# 中村超硬
株式会社中村超硬（なかむらちょうこう、英: NAKAMURA CHOUKOU CO.,LTD.）は、日本の機械メーカーである。

## 概要
ダイヤモンドワイヤ及びダイヤモンドワイヤ製造装置の開発・製造・販売、特殊精密部品及び工具の開発・製造・販売、化学繊維用紡糸ノズル及び周辺部品の設計・製造・販売を主な事業内容としている。
子会社に日本ノズル株式会社を持ち、中国現地法人として上海に上海那科梦乐商贸有限公司がある。

## 沿革
特記なき場合「会社沿革」による。
- 1954年（昭和29年）10月 - 創業者の中村繁がミシンの小ネジを作る会社として堺市旭ケ丘北町に中村鉄工所を創業。
- 1964年（昭和40年） - 超硬合金加工技術に着手。
- 1970年（昭和45年）12月 - 株式会社中村超硬を設立。耐摩耗部品事業をスタートし、超精密研磨にて寸法差1μmの内径測定用ゲージを製作する。
- 1975年（昭和50年） - 特殊ロウ付・熱処理技術を開発。放電加工を開始。
- 1987年（昭和62年） - 創業者の中村繁が急逝し、井上誠が32歳で事業を継承。
- 1988年（昭和63年） - PCD(焼結ダイヤモンド)の加工技術に着手。
- 1989年（平成元年）7月 - 大阪府堺市西区鳳南町に本社工場を新設し移転。
- 1994年（平成6年） - 電子部品吸着ノズルを開発、及び量産開始。実装事業分野へ参入。
- 1995年（平成7年） - 堺市西区鳳南町の本社工場を増築。
- 1999年（平成11年）5月 - ISO 9001取得。
- 2001年（平成13年）
  - 6月 - 堺市西区鶴田町にMACセンターを新設（現本社）。
  - 12月 - ISO 14001取得。
- 2005年（平成17年）
  - 4月 - 医療機器製造業、製造販売業許可取得。
  - 5月 - 初の自社ブランド装置であるノズル洗浄機 「MAC-I」を開発・販売。
  - 11月 - MACセンター南棟を新設。
- 2008年（平成20年）4月 - 日本ノズル㈱の全株式を取得し、100％出資子会社とする。
- 2009年（平成21年）	
  - 5月 - ノズル洗浄機「MAC-III」発売。
  - 11月 - 太陽電池用シリコンウエハの生産開始。
- 2010年（平成22年）
  - 1月 - 大阪府和泉市あゆみ野に和泉工場D-Next（第1号棟）を新設。太陽電池用シリコンウェハーの量産開始。
  - 6月 - 本社工場（鳳南町）を閉鎖し、「MACセンター」（堺市西区鶴田町）に本社を移転。
  - 9月 - 大阪府和泉市あゆみ野に和泉工場D-Next（第2号棟）を新設、 ダイヤモンドワイヤ「DINA-PRISM」販売開始。
  - 12月 - 全社にてISO 9001、ISO 14001取得。
- 2011年（平成23年）6月 - 大阪府和泉市あゆみ野に和泉工場D-Next（第3号棟）を新設（ダイヤモンドワイヤ製造）。
- 2012年（平成24年）4月 - 最適反応条件自動検索用マイクロリアクターシステム発売。
- 2013年（平成25年）
  - 2月 - 中国上海市に現地法人「上海那科梦乐商贸有限公司」を設立。
  - 9月 - 太陽電池向けシリコンウエハスライス事業を当社と住江織物株式会社による合弁会社中超住江デバイス・テクノロジー株式会社に譲渡。
- 2015年（平成27年）
  - 6月 - 東京証券取引所「マザーズ市場」に上場（証券コード：6166）。
  - 12月 - 大阪府和泉市あゆみ野に和泉第2工場を開設（ダイヤモンドワイヤ製造）。
- 2016年（平成28年）
  - 9月 - 大阪府吹田市に「フロー合成研究所」を開設（マイクロリアクター関連）。
  - 12月 - 沖縄県うるま市に沖縄工場（ダイヤモンドワイヤ製造）を開設。持分法適用会社として中超住江デバイス・テクノロジー株式会社の株式を取得し、連結子会社とする（2018年8月解散）。